# Giuseppe Porelli
Giuseppe Porelli (* 24. November 1897 in Neapel als Giuseppe Porcelli; † 5. März 1982 in Rom) war ein italienischer Schauspieler.

## Leben
Porelli war der Sohn von Giuseppe und Teresa Fiore. Er studierte am Istituto Tecnico superiore und arbeitete dann bei der Ferrovie dello Stato. In der Freizeit spielte er in einer Laientheatergruppe. 1918 gab er seine feste Anstellung auf um sich seiner Leidenschaft zu widmen. Er schloss sich als Schauspieler Irma Gramatica an. Zu dieser Zeit änderte er auch seinen Nachnamen von Porcelli zu Porelli.
In den frühen 1940er-Jahren trat er mit Enrico Viarisio und Isa Pola in einer Kompanie auf. Ab 1949 war er in einer Kompanie mit Ave Ninchi und Andreina Paul. Gemeinsam mit Margherita Bagni, Giulietta Masina, Franco Scandurra, Lea Padovani und Carla Del Poggio brachte er die Theaterfassung des Romanes Gli indifferenti auf die Bühne. In den späten Jahren seiner Karriere hatte er Erfolge mit den Musikkomödien von Garinei und Giovannini Al Grand Hotel (1948), Buonanotte Bettina (1956) und Rinaldo in campo (1962).
Er kehrte auch immer wieder ans Theater zurück. 1971 hatte er mit Liolà von Luigie Pirandello nochmals besonders Erfolg.
Als Darsteller im Film debütierte er 1926 mit Garibaldi, l'eroe dei due mondi unter der Regie von Aldo De Benedetti. Etwa ein halbes Jahrhundert war er in zahlreichen Charakterrollen zu sehen, die manchmal bockig, ein anderes Mal mittellos und ungeschickt waren oder auch mit Raffinesse. Er arbeitete unter Regisseuren wie Carmine Gallone, Mario Camerini, Giorgio Simonelli, Mario Monicelli, Vittorio De Sica, Camillo Mastrocinque und vor allem Mario Mattoli.
Er war mit der Schauspielerin Rinalda Marchetti verheiratet.

## Filmographie (Auswahl)
- 1932: La telefonista
- 1934: Oggi sposi
- 1934: Frutto acerbo
- 1936: 30 secondi d'amore
- 1937: Felicita Colombo
- 1938: Napoli d'altri tempi
- 1938: Fuochi d'artificio
- 1938: La casa del peccato
- 1938: L'amor mio non muore!
- 1938: La mazurka di papà
- 1939: Retroscena
- 1939: Bionda sottochiave
- 1939: Belle o brutte si sposan tutte…
- 1939: Napoli che non muore
- 1939: Batticuore
- 1940: Scandalo per bene
- 1940: La peccatrice
- 1940: Trappola d'amore
- 1940: Cento lettere d'amore
- 1941: Primo amore
- 1941: Turbine
- 1942: Colpi di timone
- 1942: Margherita fra i tre
- 1942: L'affare si complica
- 1943: Il viaggio del signor Perrichon
- 1943: Harlem
- 1943: T'amerò sempre
- 1943: Gli assi della risata
- 1944: Ti conosco, mascherina!
- 1944: Il fiore sotto gli occhi
- 1945: I dieci comandamenti
- 1945: Non canto più
- 1946: Io t'ho incontrata a Napoli
- 1946: Lo sconosciuto di San Marino
- 1946: Felicità perduta
- 1947: Cronaca nera
- 1947: Legge di sangue
- 1947: Dove sta Zazà?
- 1950: Sambo
- 1951: Parigi è sempre Parigi
- 1951: Arrivano i nostri
- 1951: Accidenti alle tasse!!
- 1952: Io, Amleto
- 1952: Wir tanzen auf dem Regenbogen (Senza veli)
- 1953: Era lei che lo voleva!
- 1953: Città canora
- 1953: L'incantevole nemica
- 1953: Siamo tutti inquilini
- 1953: Carosello napoletano
- 1953: Rom, Station Termini (Stazione Termini)
- 1954: Liebe, Frauen und Soldaten (Destinées)
- 1954: Casa Ricordi
- 1954: Die verkaufte Unschuld (Miseria e nobiltà)
- 1954: Gran varietà
- 1956: Donne, amore e matrimoni
- 1956: Donatella
- 1956: I girovaghi
- 1956: I giorni più belli
- 1957: Ferien auf der Sonneninsel (Vacanze a Ischia)
- 1958: I prepotenti
- 1958: Carosello di canzoni
- 1958: Don Vesuvio und das Haus der Strolche (Il bacio del sole)
- 1959: Akte Sahara – streng vertraulich (Tunisi top secret)
- 1959: Le notti dei teddy boys
- 1959: Le donne ci tengono assai
- 1960: Noi duri
- 1960: A qualcuna piace calvo
- 1960: Genitori in blue-jeans
- 1961: Le ambiziose
- 1961: Hochwürden Don Camillo (Don Camillo monsignore… ma non troppo)
- 1961: Das Jüngste Gericht findet nicht statt (Il giudizio universale)
- 1961: Maurizio, Peppino e le indossatrici
- 1962: I Don Giovanni della Costa Azzurra
- 1962: Il mio amico Benito
- 1964: Der Gendarm von St. Tropez (Le gendarme de Saint-Tropez)
- 1966: Mi vedrai tornare
- 1967: Stasera mi butto